# Max Newman
Maxwell Herman Alexander »Max« Newman, FRS, britanski matematik, * 7. februar 1897, London, † 22. februar 1984.
Med 2. sveovno vojno je sodeloval v operacijah v Bletchley Parku, kjer so razbijali nemške kodne sisteme.